# Tokaji vár
A tokaji vár mára elpusztult vár a Bodrog és a Tisza összefolyásánál, Tokaj területén. A várból ma csak az egyik fal maradványai állnak.

## Fekvése
A tiszai átkelőhely védelmét ellátó vár négy kistáj, a Tokaji-hegy, a Bodrogköz, a Taktaköz és a Nyírség találkozásánál alakult ki. Két oldalról a Tisza és a Bodrog, a harmadik irányból egy mesterséges csatorna vette körül, így egész évben, de különösen áradáskor csak vízen lehetett megközelíteni.

## Története
Az első tokaji vár (Kőrév) egy földvár volt, amely a Bodrog jobb partján, a Tokaj-hegy oldalában épült fel. Erről így ír Anonymus:
A fent említett Tarcal pedig Árpád vezér kegyelméből annak a hegynek a lábánál kapott nagy földet, ahol a Bodrog a Tiszába ömlik; egyszersmind ugyanazon a helyen földvárat emelt, amely most a jelenben a Hímesudvar nevet viseli.
A földvár a tatárjárás idején pusztult el. 1283-ban IV. László adott engedélyt a „nyíri nemeseknek” várépítésre. A kővárrá fejlesztett erősséget 1290-ben IV. László megostromoltatta, hogy megszerezze az ellene szervezkedő Aba Amadétől. A vár vagy az ostrom során, vagy nem sokkal utána pusztulhatott el.
Újjáépítése helyett a Bodrog bal partján, az utak ellenőrzésére alkalmasabb helyen épült egy új erősség a 14. század második felében. Ezt 1410-ben említi először oklevél, amikor Zsigmond király Garai Miklós nádor fiának, Jánosnak adományozta. A vár értéke ekkor 12000 forint volt, de Zsigmond még ebben az évben elcseréltette boszniai birtokokra. 1422 körül Lazarevics István szerb despota kapta meg kárpótlásul, majd utóda Brankovics György birtokolta. 1451-ben Hunyadi János, majd Mátyás tulajdonába került, akik modern, négy saroktornyos erősséggé fejlesztették. 1458-ban itt gyülekeztek a környék nemesei, hogy a frissen megválasztott Mátyás mellé álljanak a felvidéki husziták elleni harcokban.
1459-ben (vagy 1469-ben) Mátyás Szapolyai Imrének adományozta, ezután Tokaj az egyre emelkedő család fontos központja lett. Szapolyai Jánost itt jelölték királynak a mohácsi csata után. Szapolyai és Ferdinánd harcaiban a császári csapatok itt arattak győzelmet Szapolyai felett, melynek során a vár falait is megrongálták. Ferdinánd 1527-ben hívének, Báthory István erdélyi vajdának nak adta a várat, ám Szapolyai már 1528 januárjában visszafoglalta, majd 1530-ig még többször gazdát cserélt. Végül Ferdinánd kezére került, aki Serédi Gáspárnak adta azt. Az 1530-as években Szapolyai újabb ostromokkal próbálkozott, melyek közül az 1537-es sikeresnek bizonyult és rövid időre újra ő birtokolta a Tokajt. 1538-ban a két király felosztotta egymás közt a várat és közös őrséget tartottak benne, ám a Serédiek azt a gyakorlatban saját birtokukként kezelték Végül 1541-ben újra megkapták és 1555-ig irányították
A fenyegető török veszély miatt újabb erődítésekre volt szükség, valószínűleg ekkor épült az ún. vasalóbástya.

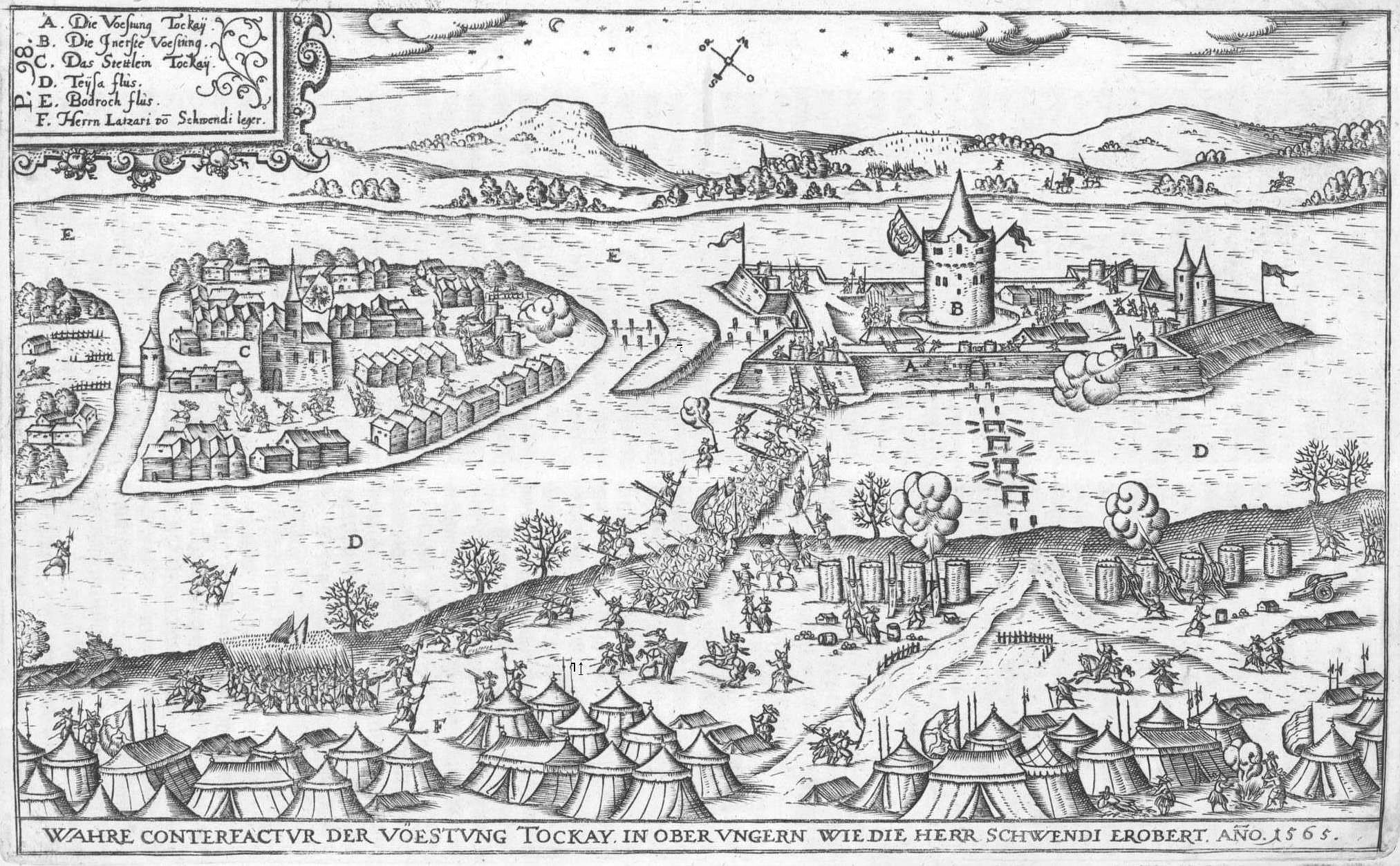
Tokaj ostroma 1565-ben

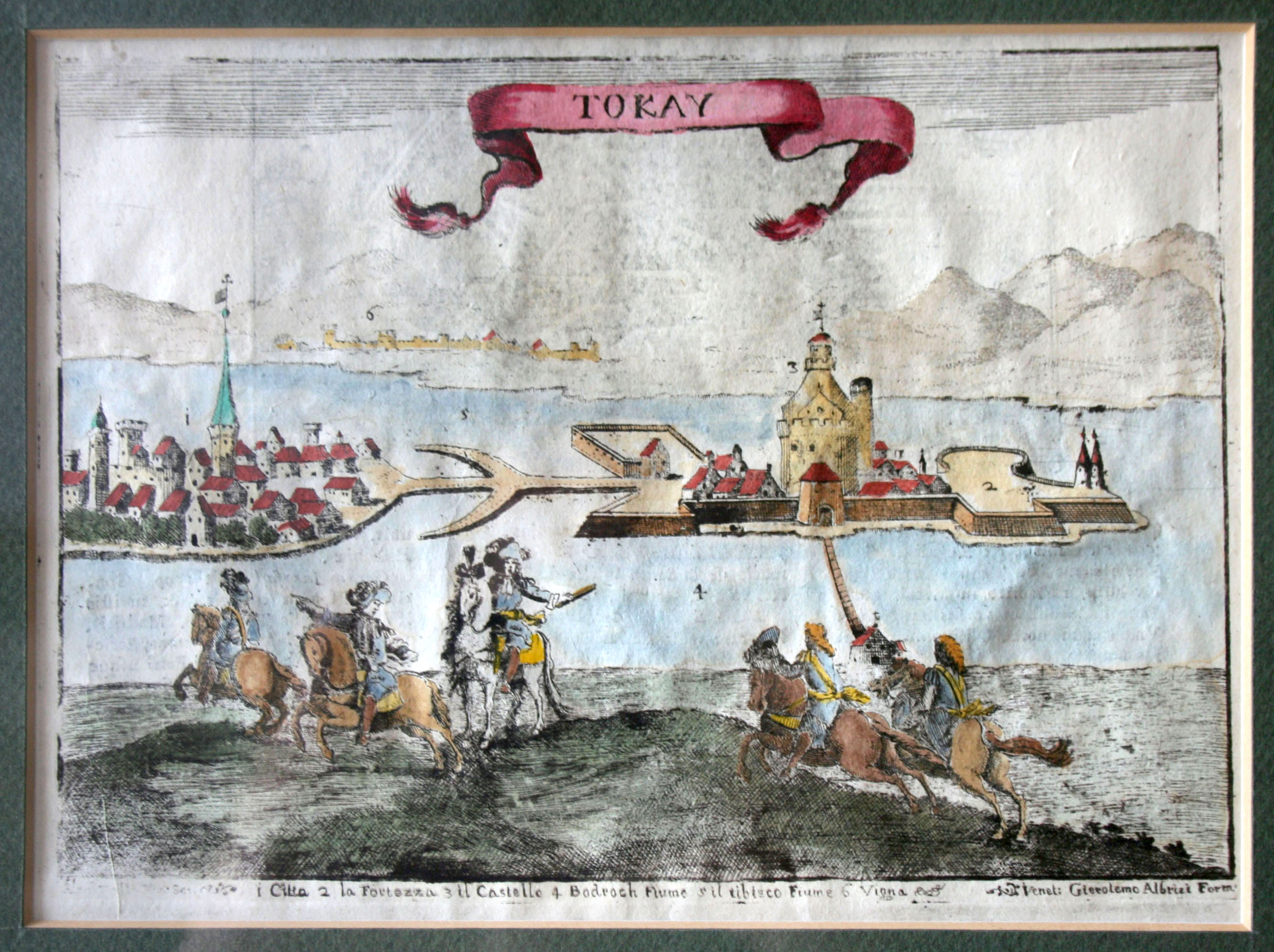
Tokaj városa és a vár ábrázolása 1664-ben

Serényi Benedek halála után özvegye, Dobó Zsófia nem adta át a várat az arra pályázó Serényi Györgynek és annak támadását várnagya, Némethi Ferenc visszaverte. Némethi megszerezte az örökös, Serédi István feletti gyámságot is, azonban hamarosan János Zsigmond oldalára állt. Tokajt tovább építtette: vélhetően ekkor készült el a kerek és szögletes bástyákkal erősített külső vár. A 2000 fős őrséget János Zsigmond további 1000 lovassal és 600 gyalogossal erősítette meg. Miksa hadvezére, Schwendi Lázár 1565. február 4. és 12. között megostromolta és bevette. Az ostrom során Némethi is elesett. A károkat Raminger Jakab várkapitány irányításával helyreállították. Tokaj a Habsburgok egyik legfontosabb magyarországi erősségévé vált, így évtizedeken keresztül modern, bástyás erődítménnyé építették át. Az erődítésekben olasz hadmérnökök, köztük Francesco del Pozzo, Ottavio Baldigara és testvére Giulio Baldigara valamint Cristodoro della Stella is részt vettek. Az építést nehezítették az állandó anyagi gondok és a folyók áradásai által okozott károkat is gyakran kellett helyreállítani. A Tiszán épült hajóhidat például 1591-ben mosta el az áradás.
Bocskai hajdúi 1605-ben szerezték meg Tokajt, miután védőit egy éven keresztül körülzárva kiéheztették. Bocskai halála után újra császári kézbe került, 1607-ben Thurzó György, későbbi nádor vette zálogba 71590 forintért, aki szintén erősítésével próbálkozott. A vár kijavítására az 1609. évi 51. törvény nyolc vármegye lakosságának ingyenmunkáját rendelte el.
1616-ban a nádor fia örökölte, aki Bethlen Gábor erdélyi fejedelem híve volt. Bethlen 1619-ben megtámadta a várat, ahol ekkor a magyar Szent Koronát is őrizték. Végól 1622-ben császár beleegyezésével Bethlen 300000 forintért kiváltotta és saját birtokaihoz csatolta a várat. Ő is tovább építette: az északnyugati bástyát erősítette meg. 1628-ban Bethlen itt tartotta lakodalmát is. Halála után egy ideig özvegye, Brandenburgi Katalin lakott itt, majd visszaadta Ferdinándnak, akitől Homonnai János országbíró kapta meg. Az épületek állapota eddigre annyira leromlott, hogy tulajdonképpen lakhatatlanná vált.
1644-ben I. Rákóczi György hadjáratakor az őrség harc nélkül feladta a várat. Rákóczi felújította a belső épületeket, új külső kaput, csapóhidat és egy Bodrog-hidat építtetett. A megrongálódott kőfalak helyett azonban csak palánk épült. II. Rákóczi György halálával újra császári kézbe került a vár, 1660-ban de Souches tábornok Erdély ellen készülődő serege egy évig táborozott a vár alatt. Egy katonai felmérés és több képi ábrázolás is fennmaradt ebből az időből. Ezekből tudjuk, hogy a két folyón hidak álltak, ezek hídfőit és a város ék alakú sáncok védték. Jakob Holst császári főszállásmester irányította az erődítési munkákat, utána pedig Battmayer, Ssicha és Strasoldo, a kor neves hadi építészei következtek. A belső épületeket, a kaput, a hidat és a két kőbástyát újították meg.
Az 1670. április 10-én kitört felső-magyarországi felkelés során I. Rákóczi Ferenc emberei elfogták a tokaji vár kapitányát, Starhemberg Rüdigert. Ezután Szuhai Mátyás és Szepesi Pál vezetésével 12 000 fős sereg vette ostrom alá a várat, de elfoglalni nem tudták azt. Az ostrom okozta károkat a császáriak gyorsan kijavították, 1673-ban pedig egy nagyobb cölöphidat emeltek a Tiszán. 1678-ban a kurucok újra sikertelenül ostromolták, elvonulásukkor a várost felgyújtották. A kurucok Thököly Imrével tértek vissza, aki 1682-ben elfoglalta a várat. 1685-ben, Thököly bukása és elfogatása után Schultz tábornok visszavette és újra a Habsburgok kezén volt. Egy 1694-es összeírás név szerint 63 magyar és német katonát sorol fel a várőrségből.
1697-ben a hegyaljai felkelés során a felkelők megnyerték Bajusz Gáspárt, a tokaji vár magyar huszárainak parancsnokát, majd július 1-jén, Patak várának bevételével egy időben, Tokaji Ferenc 500 kuruccal rajtaütésszerűen elfoglalta a várat. Várkapitánnyá Tokajit választották. E két vár vált a felkelés fő gócpontjaivá, ám a Bőcs melletti csatavesztés után azokat nem tudták sokáig tartani. Vaudemont császári hadvezér július 17-én utcai harcokban bevette a várost, majd két napig lövette a várat. A felkelők ekkor a Tiszán keresztül elhagyták Tokajt.
II. Rákóczi Ferenc 1703 őszén fogott Tokaj ostromához, ám csak a folyók befagyása után indított első (sikertelen) roham bírta rá a várvédőket a megadásra. Rákóczi 1704 őszén adott parancsot a vár lerombolására, melyet 1705 tavaszáig el is végeztek. A sáncokat széthányták, majd a Bodrogot egy árkon keresztül átvezették a váron. Ennek okaként korábban a bosszút jelölték meg: Rákóczi így vett elégtételt a császáriakon Sárospatak várának feldúlásáért. Mivel ekkorra már szinte az egész ország a fejedelem uralma alatt állt, valószínűbb, hogy a romos állapotú erősség helyreállítását és őrzését nem tudta vállalni, az ellene irányuló esetleges szervezkedések bázisául pedig nem akarta meghagyni. A vár ágyúit Eger ostromához szállították el.
Tokaj vára ezután nem épült fel újra.

## Feltárása
Tokaj várában régészeti feltárást 2007 óta végeznek Makoldi Miklós vezetésével. Az első évben sikerült azonosítani a fontosabb épületeket: a keleti ágyútornyot ("vasaló bástya"), az 1550-60-as években épített "merítő bástyát", a lakótorony alapjait és egy a belső várhoz tartozó rondellát.
2008-ban megkezdődött a belső vár épületeinek részletes feltárása, ezüstpénzek, kályhacserepek, üveg- és kerámiatárgyak, aranyozott lószerszámok, reneszánsz épületfaragványok kerültek elő nagy mennyiségben.
2009-ben a belső várat és az ágyútornyot összekötő kőhíd, a belső vár kerítőfalai és a merítő bástya feltárása kapta a legnagyobb figyelmet.
A kőhíd feltárásakor kiderült, hogy a belső vár kb. 7 méter mély árkait még a 17. században feltöltötték, hogy megnöveljék a vár területét és befogadóképességét.

## Leírása
A várban elsőként (14. század) az emeletes lakótorony épült fel, majd a négy kerek toronnyal megerősített belső vár. A 15. században palotaszárnyak, a 16. században a bástyák előterét pásztázó vasalóbástya, majd külső vár épült. Ezt a 17. században modernizálták, ám a vár további gyors pusztulását a helyreállítások nem tudták megakadályozni, az újabb erődítések pedig földből és fából készültek.
A vár lerombolása után a folyók áradásai további károkat okoztak a romokban. A 19. század végén a vízszint fölé emelkedő földkupacokra halászok építettek házakat.
A 21. századra a felszínen csak a délnyugati bástya 2 méter magas és 5 méter hosszú falcsonkja, valamint egy félhold alakú tó – ami a belső vár egykori vizesárka volt – utal vár jelenlétére.